# William Timmons

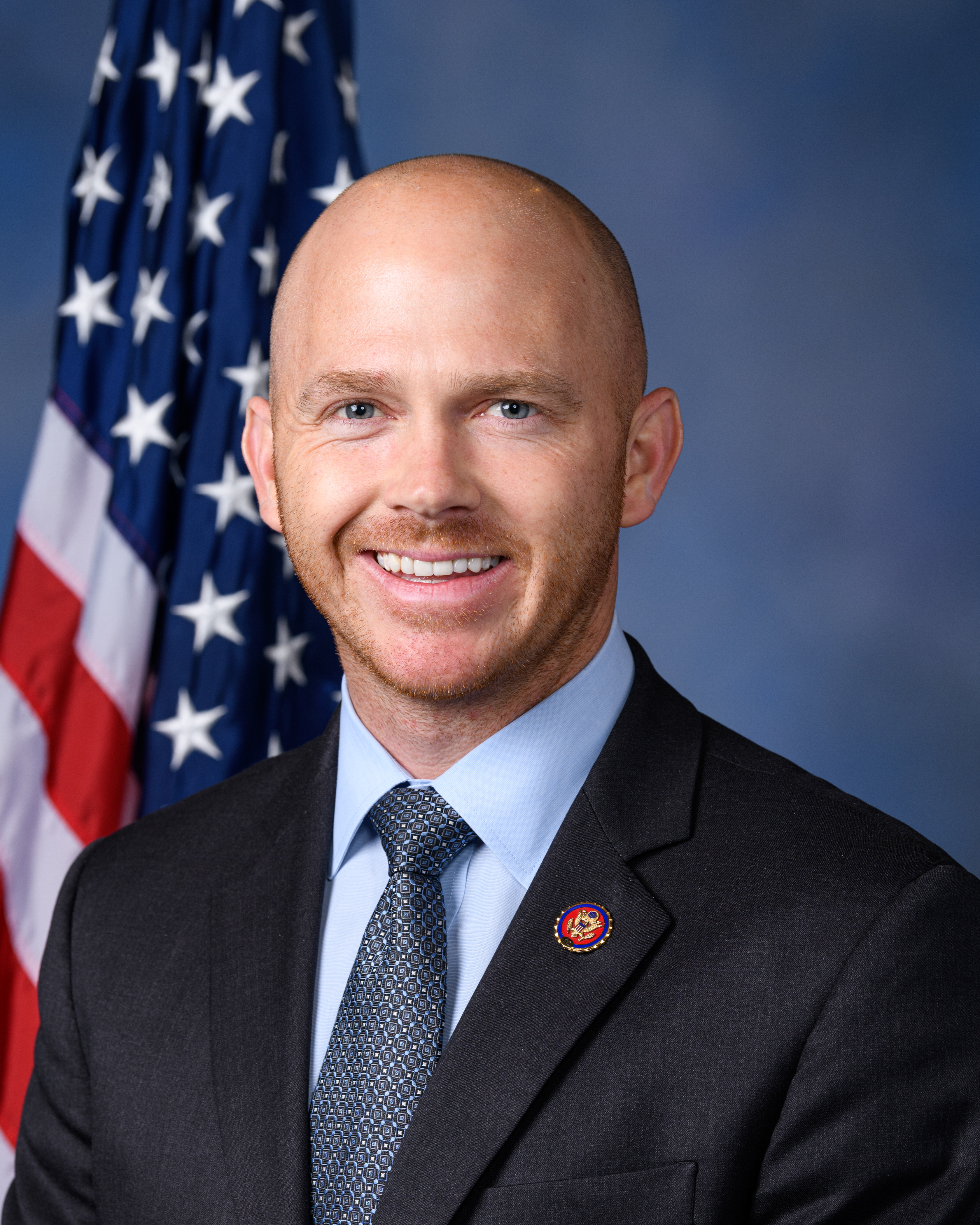
William Timmons (2019)

William Richardson Timmons IV (* 30. April 1984 in Greenville, Greenville County, South Carolina) ist ein amerikanischer Anwalt, Unternehmer und Politiker der Republikanischen Partei. Seit Januar 2019 vertritt er den vierten Distrikt des Bundesstaats South Carolina im US-Repräsentantenhaus. Zuvor gehörte er von 2016 bis 2019 dem Senat von South Carolina an.

## Leben und Karriere
William Timmons besuchte die Elliott School of International Affairs der George Washington University, wo er einen Bachelor of Arts in Internationalen Angelegenheiten und Politikwissenschaften erlangte. Er erwarb außerdem einen Juris Doctor und einen Master-Abschluss in internationalen Studien an der University of South Carolina. Er arbeitete vier Jahre für die Anwaltskanzlei 13. Circuit Solicitor's Office und betreibt die Anwaltskanzlei Timmons & Company, LLC. Im Jahr 2021 erwarb er einen weiteren Master-Abschluss an der New York University. Von 2006 bis 2007 arbeitete er im Stab des US-Senators William Harrison „Bill“ Frist.
Timmons diente als First Lieutenant der South Carolina Air National Guard als JAG-Offizier. Mittlerweile wurde er in den Rang eines Captain befördert.
Er lebt mit seiner Frau Sarah in seiner Heimatstadt Greenville.

## Politik

### Staatssenat South Carolina
Politisch wurde er Mitglied der Republikanischen Partei. Im Jahr 2016 kandidierte er für den sechsten Distrikt des Senats von South Carolina. Er konnte sich in der Vorwahl gegen den Republikanischen Amtsinhaber Michael Fair durchsetzen und besiegte in der eigentlichen Wahl am 8. November 2016 Roy G. Magnuson von der ultrarechten Constitution Party mit 85,1 %. Er blieb bis zu seiner Zeit im Kongress Staatssenator.

### U.S. Repräsentantenhaus
Timmons wurde in der Halbzeitwahl 2018 als Nachfolger für den in den Ruhestand getretenen Trey Gowdy im 4. Kongressdistrikt von South Carolina gewählt. Am 10. Juni 2018 belegte Timmons den zweiten Platz in einer 13-Kandidaten-Vorwahl und erhielt 19,2 % der Stimmen. Am 28. Juni 2018 besiegte Timmons den ehemaligen Staatssenator Lee Bright in der Stichwahl, erhielt 54,2 % der Stimmen und wurde damit Kandidat für die Republikanische Partei. Timmons traf bei den Parlamentswahlen am 6. November auf Brandon Brown von der Demokratischen Partei und Guy Furay von der American Party of South Carolina. Er besiegte seine beiden Kontrahenten mit 59,6 % der Stimmen. Dadurch wurde er am 3. Januar 2019 Mitglied im Repräsentantenhaus der Vereinigten Staaten.
Die Wahl 2020 am 3. November gewann er noch deutlicher mit rund 62 % der Stimmen gegen die Demokratin Kim Nelson sowie den Vertreter der Constitution Party, Michael Chandler.
Die Primary (Vorwahl) seiner Partei für die Wahl zum Repräsentantenhaus der Vereinigten Staaten 2022 am 14. Juni gewann er gegen drei weitere Kandidaten mit 52,7 %. Er trat dadurch am 8. November 2022 gegen den unabhängigen Lee Turner an. Der Demokratische Kandidat Ken Hill hatte seine Kandidatur nach der Vorwahl zurückgezogen. Er entschied diese Wahl mit 90,8 % der Stimmen deutlich für sich und war dadurch im Repräsentantenhaus des 118. Kongresses vertreten.
Bei der Vorwahl zur Kongresswahl 2024 musste sich Timmons dem Vertreter der Parteirechten Adam Morgan stellen. Während er einen Vorsprung bei den Wahlkampfspenden und die Unterstützung von Donald Trump hatte, wurde Morgan vom Vorsitzenden des Freedom Caucus Bob Good, Senator Mike Lee und Matt Gaetz unterstützt. Timmons musste dabei seine Unterstützung für den ehemaligen Sprecher des Repräsentantenhauses Kevin McCarthy verteidigen. Timmons setzte sich in der Vorwahl mit 51,6 % durch. In der Hauptwahl gegen die Demokratin Kathryn Harvey setzte er sich mit 59,9 % durch. Timmons aktuelle Legislaturperiode im Repräsentantenhaus des 119. Kongresses dauert noch bis zum 3. Januar 2027.

### Ausschüsse
Timmons ist aktuell Mitglied in folgenden Ausschüssen des Repräsentantenhauses:
- Committee on Financial Services
  - Digital Assets, Financial Technology and Inclusion
  - Financial Institutions and Monetary Policy
- Committee on Oversight and Accountability
  - Cybersecurity, Information Technology, and Government Innovation
  - Government Operations and the Federal Workforce

Zuvor war er außerdem Mitglied im Select Committee on the Modernization of Congress.